# سنس
سنس دهستانی در استان آلمریای اسپانیا است.
در این دهستان ۳۱۴ نفر زندگی می‌کنند. مساحت این دهستان ۵۰ کیلومتر مربع است.